# Патель, Пьер Антуан
Пьер Антуан Патель (Патель Младший; фр. Pierre-Antoine Patel; 22 ноября 1648, Париж — 15 марта 1707, Париж) — французский художник-пейзажист.
Родился в 1648 году в Париже, сын художника-пейзажиста Пьера Пателя (Старшего). Член парижской Академии Святого Луки с 1677 года.
Представитель французской пейзажной школы XVII столетия, наиболее известным представителем которой являлся Клод Лоррен. В некоторых франкоязычных описаниях именовался художником-«руинистом» (специализировался на написании пейзажей с античными руинами). Впрочем, пейзажи Пателя Младшего практически неотличимы от работ его отца.
Среди работ Пателя, известен, в частности, цикл из 12 пейзажей, каждый из которых был посвящён определённому месяцу календарного года.
Кроме масла, работал также гуашью и пастелью. Скончался в 1707 году в Париже.
Работы Пателя Младшего хранятся во многих художественных музеях Франции — в Лувре, а также в музеях Дижона, Марселя, Валансьена, Нанта, Руана, Ренна и т. д.

## Галерея

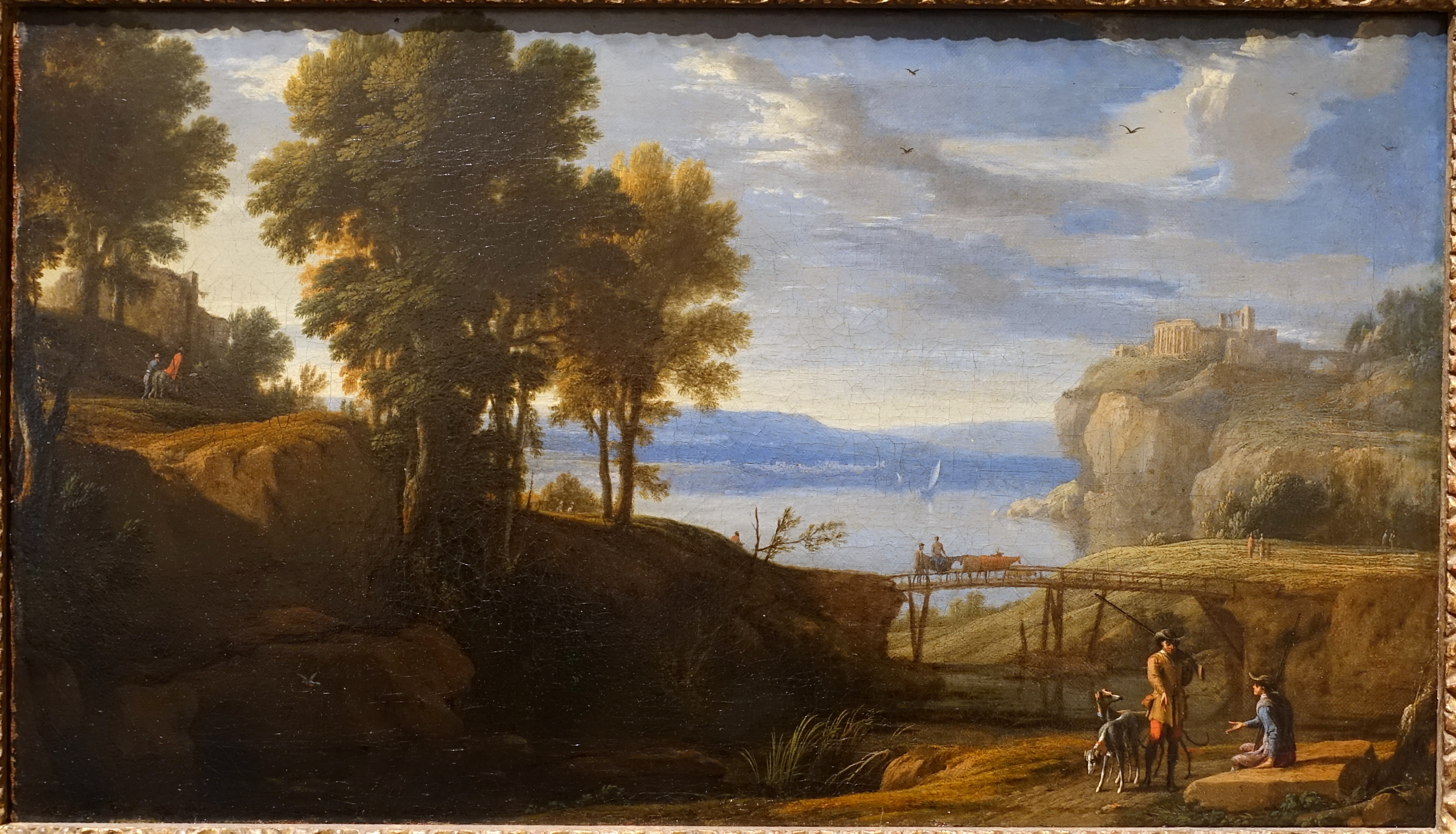
Пейзаж с мостом и охотниками. Художественный музей Блэнтона, Остин (Техас)
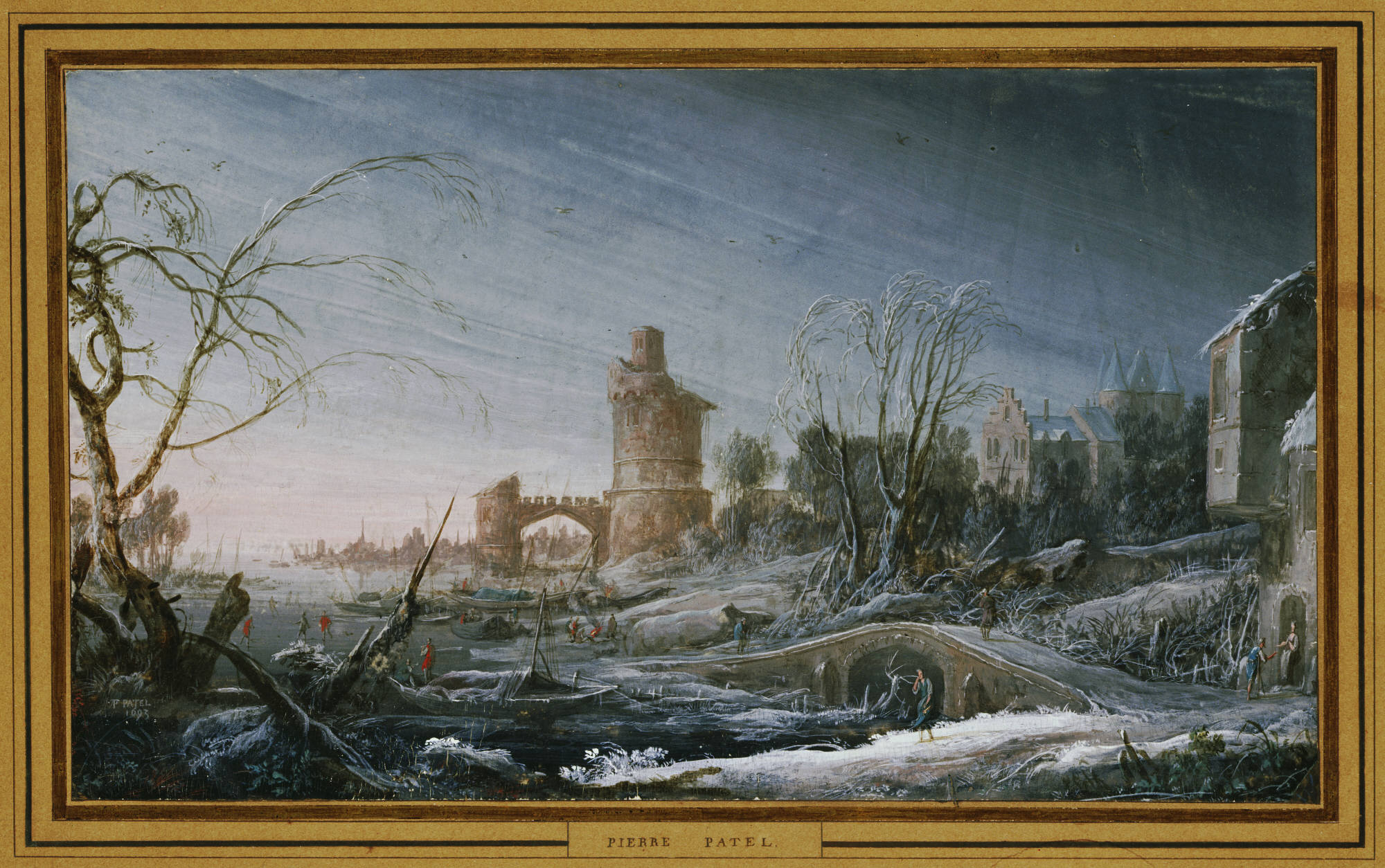
Зимний пейзаж с замком и мостом. Художественный музей Принстонского университета, США
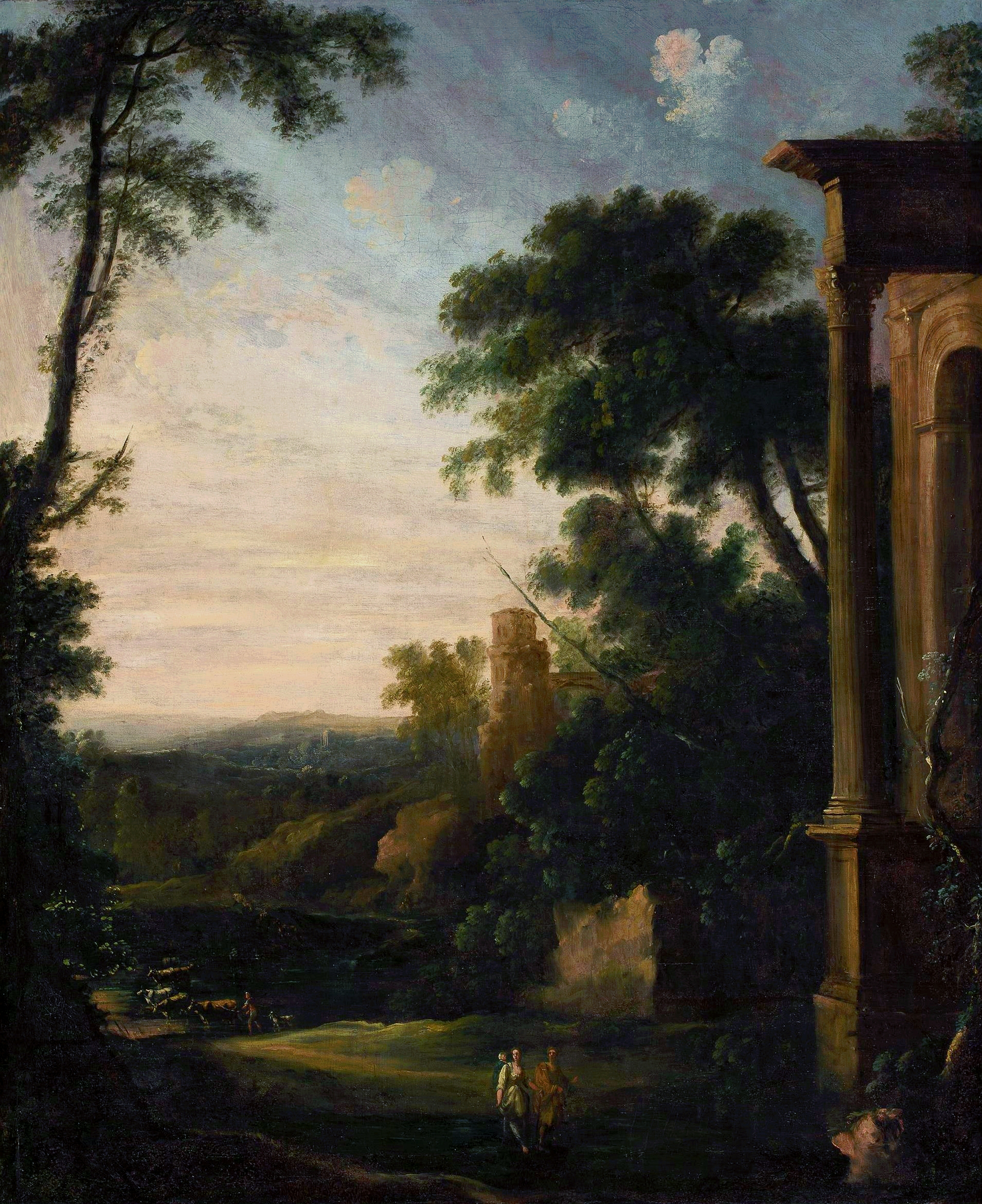
Пейзаж с руинами. Национальный музей (Варшава)
Лесной пейзаж с античными фигурами. Национальный музей Швеции, Стокгольм
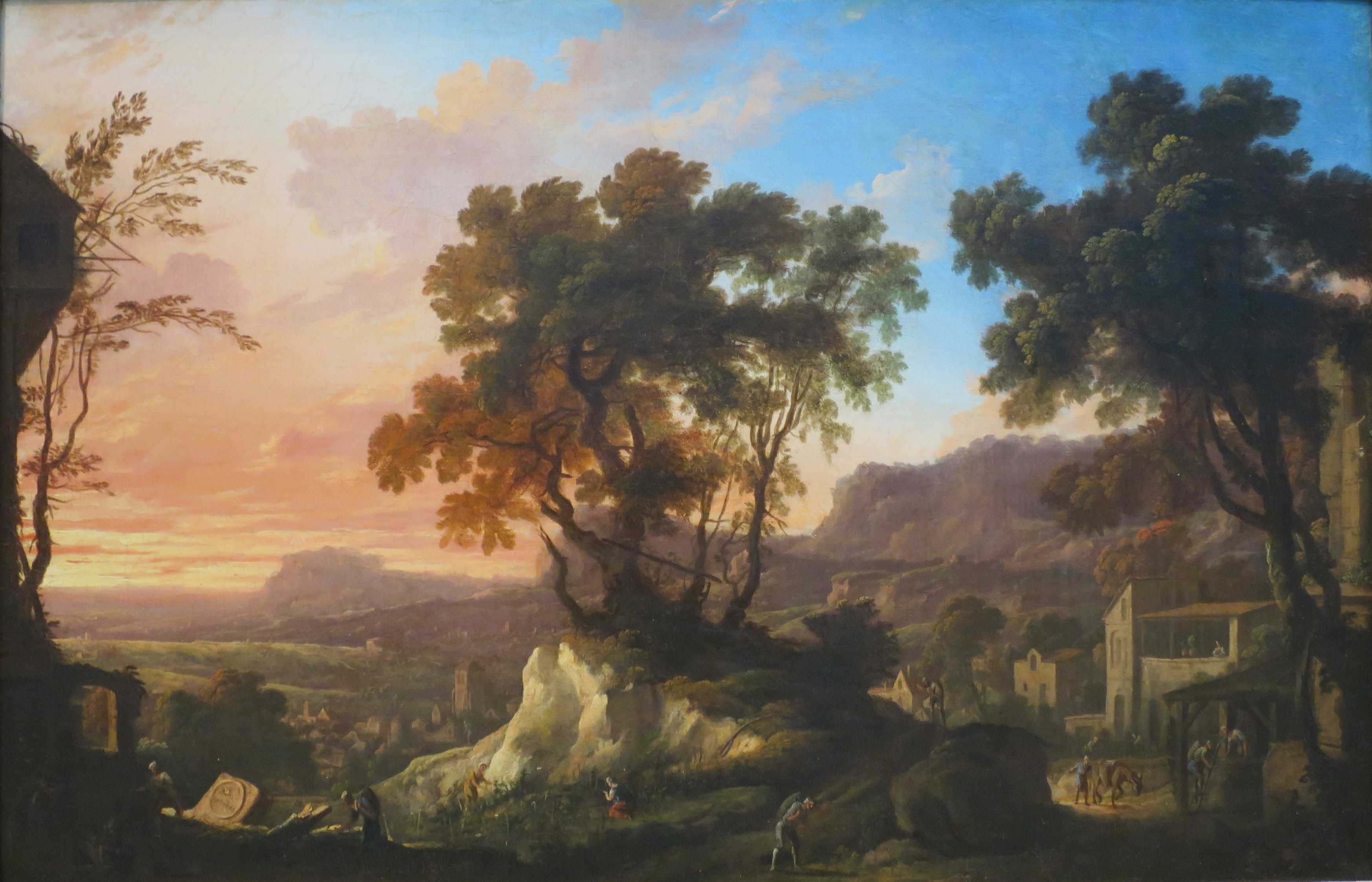
Аллегория октября (пейзаж). Музей изящных искусств Сан-Франциско
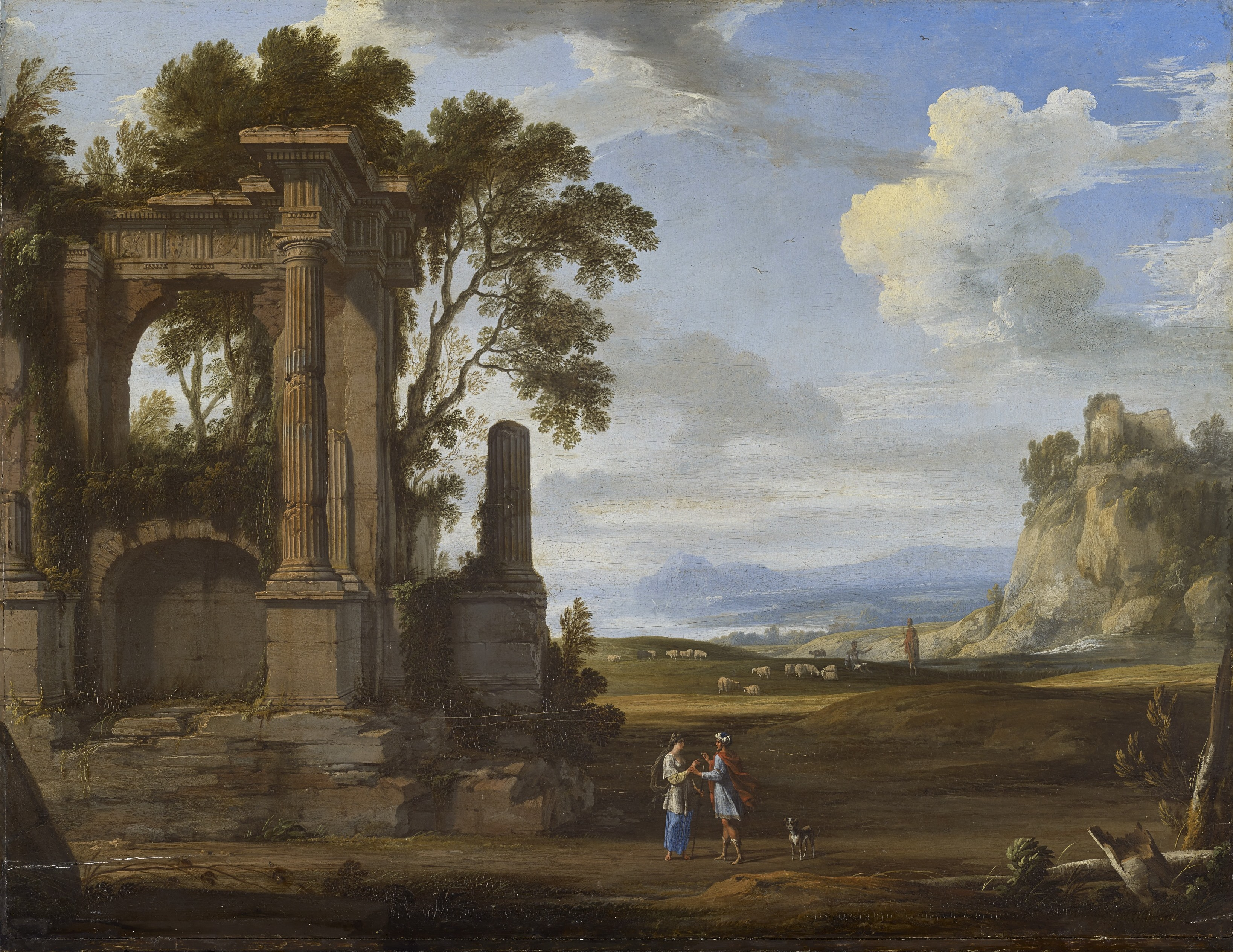
Пейзаж с античными руинами, Иудой и Фамарью. Реальные античные здания были построены гораздо позже предполагаемого примерного времени жизни Иуды, сына Иакова, однако художника это не беспокоило